# Сен-Лормель
Сен-Лорме́ль (фр. Saint-Lormel, брет. Sant-Loheñvel) — коммуна во Франции, находится в регионе Бретань. Департамент — Кот-д’Армор. Входит в состав кантона Планкоэт. Округ коммуны — Динан.
Код INSEE коммуны — 22311.

## География
Коммуна расположена приблизительно в 340 км к западу от Парижа, в 65 км северо-западнее Ренна, в 40 км к востоку от Сен-Бриё.
Вдоль восточной границы коммуны протекает река Аргенон.

## Население
Население коммуны на 2016 год составляло 876 человек.
| 1962 | 1968 | 1975 | 1982 | 1990 | 1999 | 2008 | 2016 |
| ---- | ---- | ---- | ---- | ---- | ---- | ---- | ---- |
| 729  | 716  | 736  | 780  | 787  | 777  | 887  | 876  |

## Администрация
| Период | Период | Фамилия         | Партия                  | Примечания |
| ------ | ------ | --------------- | ----------------------- | ---------- |
| 2001   | 2008   | Даниель Фраваль | Социалистическая партия |            |
| 2008   | 2014   | Пьеррик Сорньяр |                         |            |
| 2014   |        | Клод Риголе     | Социалистическая партия | пенсионер  |

## Экономика
В 2007 году среди 516 человек в трудоспособном возрасте (15—64 лет) 373 были экономически активными, 143 — неактивными (показатель активности — 72,3 %, в 1999 году было 70,2 %). Из 373 активных работали 337 человек (193 мужчины и 144 женщины), безработных было 36 (17 мужчин и 19 женщин). Среди 143 неактивных 37 человек были учениками или студентами, 54 — пенсионерами, 52 были неактивными по другим причинам.

## Достопримечательности
- Старая церковь Сен-Лоран (XII век). Исторический памятник с 1964 года[3]
- Замок Аржантей[фр.] (XIX век). Исторический памятник с 1993 года[4]

## Фотогалерея
- Старая церковь Сен-Лоран
- Старая церковь Сен-Лоран
- Карта коммуны